# 홍월귤속
홍월귤속(紅月橘屬, 학명: Arctous 아르크토우스[*])은 진달래과의 속이다. 곰들쭉속에 포함시키기도 한다. 3종으로 이루어진 작은 속이며, 한국에는 홍월귤 1종이 분포한다.
열매는 핵과이며 한국 분포지역은 북쪽지방과 설악산 등 고산지역에 있다.

## 하위 종
- 산월귤(A. alpina (L.) Nied.)
- 홍월귤(A. rubra (Rehder & E.H.Wilson) Nakai)
- A. microphylla C.Y.Wu